# Royale Union Tubize-Braine
Royale Union Tubize-Braine is een Belgische voetbalclub uit Tubeke in Waals-Brabant en uit 's-Gravenbrakel in Henegouwen. Deze club met stamnummer 5632 heeft geel en wit als kleuren en speelt in het Stade Leburton in Tubeke. De club ontstond in 1990 uit de fusie van twee clubs uit de gemeente, en slaagde erin om in negentien jaar tijd van de derde provinciale te promoveren naar de eerste Klasse B, zes reeksen hoger.

## Geschiedenis
Reeds na de Eerste Wereldoorlog was in Tubeke de club Cercle Sportif Tubizien opgericht. Deze club had zich in 1922 aangesloten bij de Voetbalbond, maar in 1925 alweer zijn ontslag ingediend. In december dat jaar werd de club heropgericht, opnieuw onder de naam Cercle Sportif Tubizien. Men sloot zich in februari 1926 weer aan bij de Voetbalbond, en krijg bij de invoering van de stamnummers later dat jaar stamnummer 622 toegekend. In 1926 was ook een andere club opgericht in Tubeke, namelijk Cercle Sportif Espérance Tubize, dat eveneens bij de voetbalbond aansloot en kort erna stamnummer 768 kreeg toegekend. Na de Tweede Wereldoorlog, in 1946, veranderde deze club zijn naam in Football Club de Tubize. Die club hield het echter voor bekeken in 1950 en diende zijn ontslag in bij de bond. In 1953 werd de club echter heropgericht. Onder de naam Club Sportif Espérance Tubize sloot men dat jaar aan bij de Voetbalbond onder stamnummer 5632. Beide clubs speelden in de provinciale reeksen.
Beide clubs, Club Sportif Espérance Tubize en Cercle Sportif Tubizien gingen in 1967 uiteindelijk samen, en fusioneerden tot Football Club Tubize. FC Tubize speelde verder met stamnummer 5632 van Club Sportif Espérence; stamnummer 622 van Cercle Sportif werd definitief geschrapt.
In 1974 werd een nieuw club opgericht in Tubeke, Amis Réunis Tubize. Ook deze club sloot zich twee jaar later aan bij de Voetbalbond, en kreeg stamnummer 8424.
In 1989 traden beide clubs aan in de Derde Provinciale. FC Tubize werd kampioen en promoveerde naar de Tweede Provinciale; les Amis Réunis werden laatste en zakten weg naar de Vierde Provinciale. In 1990 fusioneerden beide clubs dan tot Association Football Clubs Tubize. De fusieclub speelde verder onder het stamnummer 5632 van FC Tubize in Tweede Provinciale.
Na twee seizoenen werd de fusieclub ook daar kampioen, en kon tot de provinciale elite toetreden in 1992. Het team ging door op dit elan, en werd ook daar in 1993 kampioen, met een promotie naar de nationale reeksen als gevolg.
Twee seizoen later, in 1995 kon Tubize een eerste maal aan een eindronde deelnemen in de nationale Vierde Klasse, maar haalde het daar niet. Het jaar daarop was het wel raak, en in 1996 werd zo de promotie naar Derde Klasse behaald. In zes jaar tijd steeg Tubize zo van de Derde Provinciale naar de Derde Nationale competitie.
Dat eerste seizoen in de derde afdeling werd AFC Tubize echter voorlaatste en viel zo weer terug naar de bevorderingsreeksen. De volgende twee seizoenen werd Tubize telkens tweede en kon het telkens de eindronde spelen; bij de tweede poging in 1999 dwong het de terugkeer af naar de Derde Klasse.

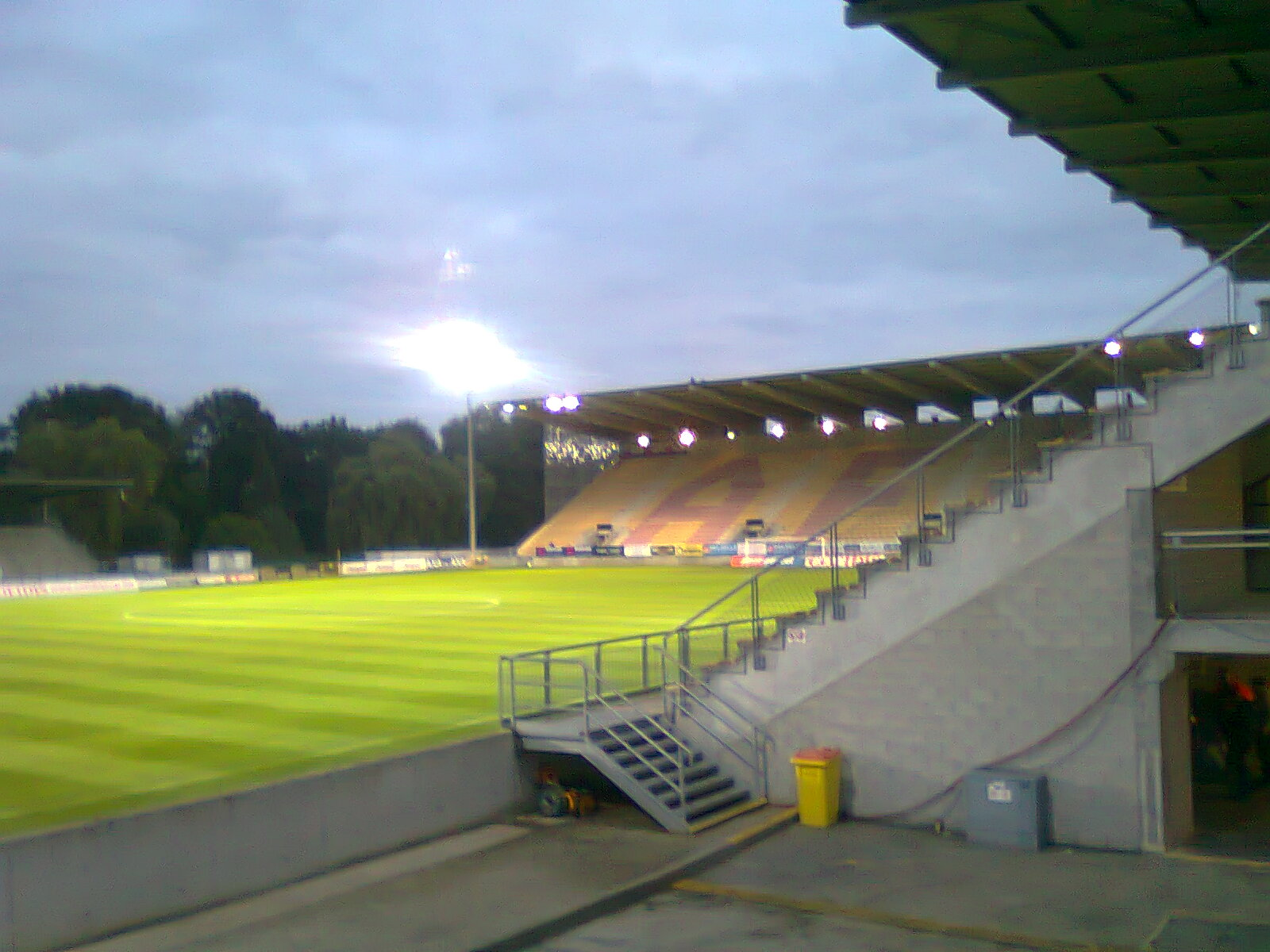
Stade Leburton is de thuisbasis van AFC Tubize.

Na vier seizoenen werd de ploeg ook daar kampioen, en zo kan AFC Tubize in 2003 als eerste Waals-Brabantse club promoveren naar de Tweede Klasse. Het eerste seizoen werd de ploeg vierde en speelde zelfs eindronde, waar het nipt de promotie naar de allerhoogste afdeling miste. Het daaropvolgende seizoen haalde AFC Tubize Enzo Scifo binnen als technisch directeur. Mede door zijn aanwezigheid sloeg de club de weg in richting de modernisering. Het Leburtonstadion werd vernieuwd en kreeg twee nieuwe tribunes waardoor de infrastructuur voldeed aan die van een volwaardige tweedeklasser. De capaciteit werd opgetrokken tot 7000 plaatsen. In december 2004 ontsloeg AFC Tubize z'n trainer Partrick Wachel. Enzo Scifo volgde hem in eerste instantie op als interim-trainer, en deed uiteindelijk het seizoen uit. In het seizoen 2005-2006 stapte Scifo op als trainer, maar bleef wel nog heel even actief bij de club als technisch directeur. Hij werd opgevolgd door assistent-trainer André Laus.
In 2007/08 streed Tubeke lang mee voor de titel, maar moest aan het eind van seizoen uiteindelijk plooien ten koste van KV Kortrijk. In de eindronde bleek Tubeke echter ook de sterkste, en na vijf overwinningen op rij verzekerde men zich daar na vijf speeldagen vooralsnog van promotie. Voor het eerst in de clubgeschiedenis steeg men en onder leiding van coach Philippe Saint-Jean naar Eerste Klasse. Albert Cartier (ex La Louvière & Bergen) werd de nieuwe trainer nadat Saint-Jean verkaste naar Bergen. Na één seizoen degradeerde Tubeke opnieuw naar Tweede Klasse.
In de zomer van 2014 sloot AFC Tubize een samenwerkingsakkoord af met het Zuid-Koreaanse bedrijf Sportizen. Dit samenwerkingsverband kon echter niet verhinderen dat Tubeke behouden zou blijven voor het profvoetbal. Nadat men in het seizoen 2016/2017 nog via de play-downs het behoud kon bewerkstelligen met een vijfde plaats, lukte dat in het seizoen erop niet meer. Echter, door middel van het faillissement van Lierse SK kon men toch in Eerste klasse B blijven. Het seizoen erop eindigden de rood-gelen opnieuw als laatste en moest het alsnog afdalen naar de Eerste amateurklasse.
De voetbalvereniging zat al langer in financieel zwaar weer, waardoor een faillissement in de lucht hing. Er gingen al stemmen op om de club te laten fuseren met RUS Rebecquoise, dat in Tweede amateurklasse uitkomt. Uiteindelijk fuseerde AFC Tubize in maart 2021 met Stade Brainois uit 's-Gravenbrakel. De nieuwe fusieclub speelt onder de naam Royale Union Tubize-Braine. Hierbij werd het stamnummer van AFC Tubize behouden.

## Resultaten
| Seizoen                        | Klasse | Klasse | Klasse | Klasse | Klasse | Klasse | Klasse | Klasse | Reeks                 | Punten | Opmerkingen |  |
|                                | I      | I      | II     | III    | IV     | P.I    | P.II   | P.III  |                       |        | |  |
| ------------------------------ | ------ | ------ | ------ | ------ | ------ | ------ | ------ | ------ | --------------------- | ------ | --- |  |
| als FC Tubize                  |        |        |        |        |        |        |        |        |                       |        | |  |
| 1989/90                        |        |        |        |        |        |        |        | 1      | Derde Provinciale     | 49     | |  |
| als AFC Tubize                 |        |        |        |        |        |        |        |        |                       |        | |  |
| 1990/91                        |        |        |        |        |        |        | 5      |        | Tweede Provinciale    | 35     | |  |
| 1991/92                        |        |        |        |        |        |        | 1      |        | Tweede Provinciale    | 48     | |  |
| 1992/93                        |        |        |        |        |        | 1      |        |        | Eerste Provinciale    | 44     | |  |
| 1993/94                        |        |        |        |        | 6      |        |        |        | Vierde Klasse D       | 32     | |  |
| 1994/95                        |        |        |        |        | 5      |        |        |        | Vierde Klasse B       | 34     | verlies in eindronde tegen KVK Tienen |  |
| 1995/96                        |        |        |        |        | 2      |        |        |        | Vierde Klasse D       | 53     | winst in eindronde tegen Beringen FC, Wellense SK, maar verlies in finale tegen KVK Tienen. Daarna toch promotie.                                                                    |  |
| 1996/97                        |        |        |        | 15     |        |        |        |        | Derde Klasse A        | 29     | |  |
| 1997/98                        |        |        |        |        | 2      |        |        |        | Vierde Klasse A       | 53     | winst in eindronde tegen RA Marchiennoise des Sports, maar verlies in tweede ronde tegen Sprimont Sportive                                                                           |  |
| 1998/99                        |        |        |        |        | 2      |        |        |        | Vierde Klasse D       | 65     | winst in eindronde tegen Wezel Sport FC, Zwarte Duivels Oud-Heverlee, maar verlies in finale tegen RRC Tournaisien. Daarna echter winst in play-off derde plaats tegen KSK Maldegem. |  |
| 1999/00                        |        |        |        | 6      |        |        |        |        | Derde Klasse B        | 42     | |  |
| 2000/01                        |        |        |        | 8      |        |        |        |        | Derde Klasse B        | 40     | |  |
| 2001/02                        |        |        |        | 4      |        |        |        |        | Derde Klasse B        | 49     | |  |
| 2002/03                        |        |        |        | 1      |        |        |        |        | Derde Klasse B        | 64     | |  |
| 2003/04                        |        |        | 4      |        |        |        |        |        | Tweede Klasse         | 58     | vierde in eindronde met 8 punten |  |
| 2004/05                        |        |        | 6      |        |        |        |        |        | Tweede Klasse         | 48     | |  |
| 2005/06                        |        |        | 12     |        |        |        |        |        | Tweede Klasse         | 38     | |  |
| 2006/07                        |        |        | 9      |        |        |        |        |        | Tweede Klasse         | 46     | |  |
| 2007/08                        |        |        | 2      |        |        |        |        |        | Tweede Klasse         | 66     | winst eindronde met 18 punten |  |
| 2008/09                        | 17     | 17     |        |        |        |        |        |        | Eerste Klasse         | 27     | |  |
| 2009/10                        |        |        | 15     |        |        |        |        |        | Tweede Klasse         | 42     | |  |
| 2010/11                        |        |        | 8      |        |        |        |        |        | Tweede Klasse         | 47     | |  |
| 2011/12                        |        |        | 12     |        |        |        |        |        | Tweede Klasse         | 41     | |  |
| 2012/13                        |        |        | 9      |        |        |        |        |        | Tweede Klasse         | 46     | |  |
| 2013/14                        |        |        | 6      |        |        |        |        |        | Tweede Klasse         | 54     | |  |
| 2014/15                        |        |        | 8      |        |        |        |        |        | Tweede Klasse         | 50     | |  |
| 2015/16                        |        |        | 4      |        |        |        |        |        | Tweede Klasse         | 57     | |  |
|                                | 1A     | 1B     | 1Am    | 2Am    | 3Am    | P.I    | P.II   | P.III  |                       |        | Vanaf 2016-17 zijn er 2 nationale en 3 regionale niveaus |  |
| 2016/17                        |        | 5      |        |        |        |        |        |        | Eerste Klasse B       | 34     | Behoud via de play-downs |  |
| 2017/18                        |        | 8      |        |        |        |        |        |        | Eerste Klasse B       | 23     | Tubeke verliest de play down met 5 punten achterstand op Union, maar blijft toch in 1B door faillissement van Lierse                                                                 |  |
| 2018/19                        |        | 8      |        |        |        |        |        |        | Eerste Klasse B       | 23     | Laatste in play-downs en degradatie naar Eerste Amateurklasse. |  |
| 2019/20                        |        |        | 15     |        |        |        |        |        | Eerste klasse Am.     | 23     | Seizoen vroegtijdig stopgezet door Covid-19 |  |
| 2020/21                        |        |        |        | 1      |        |        |        |        | Tweede afdeling ACFF  | 12     | Seizoen vroegtijdig stopgezet door Covid-19 |  |
| als Royale Union Tubize-Braine |        |        |        |        |        |        |        |        |                       |        | |  |
| 2021/22                        |        |        |        | 4      |        |        |        |        | Tweede afdeling ACFF  | 52     | Gewonnen in eindronde van Lyra-Lierse (2-1 in tot.), nadien verloren van RFC Mandel United (8-3 in tot.)                                                                             |  |
| 2022/23                        |        |        |        | 3      |        |        |        |        | Tweede afdeling ACFF  | 61     | Verlies in de eindronde promotie van RUS Binche |  |
| 2023/24                        |        |        |        | 3      |        |        |        |        | Tweede afdeling ACFF  | 66     | |  |
| 2024/25                        |        |        | 2      |        |        |        |        |        | Eerste nationale ACFF | 45     | |  |
| 2025/26                        |        |        |        |        |        |        |        |        | Eerste nationale ACFF |        | |  |

## Trainers
- 2004-2005  Patrick Wachel,  Enzo Scifo
- 2005-2006  Enzo Scifo,  André Laus,  Philippe Saint-Jean
- 2006-2007  Philippe Saint-Jean
- 2007-2008  Philippe Saint-Jean
- 2008-2009  Albert Cartier
- 2009-2010  Felice Mazzu
- 2010-2011  Mwinyi Zahera,  Dany Ost
- 2011-2012  Dany Ost,  Laurent Demol,  Dante Brogno
- 2012-2013  Dante Brogno
- 2013-2014  Dante Brogno
- 2014-2015  Dante Brogno,  Samba Diawara,  Colbert Marlot
- 2015-2016  Colbert Marlot
- 2016-2017  Thierry Goudet,  William Salvadori,  Régis Brouard,  Kim Eun-Jung
- 2017-2018  Sadio Demba,  Christian Bracconi
- 2018-2019  Christian Bracconi
- 2019-2020  Sylvain De Weerdt,  Laurent Demol
- 2020-2021  Khalid Karama
- 2021-2022  Tibor Balog

## Bekende (ex-)spelers
- Leandro Bailly
- Grégoire Neels
- Hervé Onana
- David Vandenbroeck
- Olivier Vinamont
- Lou Wallaert
- Eden Hazard (jeugd)
- Jéremy Perbet

Zie ook: Lijst van spelers van AFC Tubize